# Vietnam International Series 2022
Die Vietnam International Series 2022 im Badminton fand vom 1. bis zum 6. November 2022 in Đà Nẵng statt.

## Sieger und Platzierte
| Disziplin    | Gold                     | Silber                           | Bronze                                      |
| ------------ | ------------------------ | -------------------------------- | ------------------------------------------- |
| Herreneinzel | Liu Liang                | Lei Lanxi                        | Nguyễn Hải Đăng                             |
| Herreneinzel | Liu Liang                | Lei Lanxi                        | Nguyễn Tiến Minh                            |
| Dameneinzel  | Nguyễn Thùy Linh         | Vũ Thị Trang                     | Lee So-yul                                  |
| Dameneinzel  | Nguyễn Thùy Linh         | Vũ Thị Trang                     | Lin Hsiang-ti                               |
| Herrendoppel | Chen Boyang Liu Yi       | Christian Bernardo Alvin Morada  | Chiang Chien-wei Wu Hsuan-yi                |
| Herrendoppel | Chen Boyang Liu Yi       | Christian Bernardo Alvin Morada  | Lee Fang-chih Lee Fang-jen                  |
| Damendoppel  | Li Yijing Luo Xumin      | Nguyễn Thị Ngọc Lan Thân Vân Anh | Đào Khánh Linh Đỗ Thị Phương Mai            |
| Damendoppel  | Li Yijing Luo Xumin      | Nguyễn Thị Ngọc Lan Thân Vân Anh | Kasturi Radhakrishnan Venosha Radhakrishnan |
| Mixed        | Jiang Zhenbang Wei Yaxin | Cheng Xing Chen Fanghui          | Park Kyung-hoon Kim Yu-jung                 |
| Mixed        | Jiang Zhenbang Wei Yaxin | Cheng Xing Chen Fanghui          | Tan Ming Kang Serena Kani                   |